# Dublin Port
Dublin Port eller Dublin Ferry Port är en hamn i Irlands huvudstad Dublin.